# Onthophagus deccanensis
Onthophagus deccanensis är en skalbaggsart som beskrevs av Frey 1962. Onthophagus deccanensis ingår i släktet Onthophagus och familjen bladhorningar. Inga underarter finns listade i Catalogue of Life.